# Gladiolus pretoriensis
Gladiolus pretoriensis är en irisväxtart som beskrevs av Carl Ernst Otto Kuntze. Gladiolus pretoriensis ingår i släktet sabelliljor, och familjen irisväxter. Inga underarter finns listade i Catalogue of Life.